# Вим Јансен
Вилхелмус Маринус Антонијус Јансен (хол. Wilhelmus Marinus Antonius Jansen; Ротердам, 28. октобар 1946 — Хендрик-Идо-Амбахт, 25. јануар 2022) био је холандски фудбалер и тренер.

## Каријера
Током каријере је играо за Фајенорд Ротердам, Вашингтон дипломатс и Ајакс, а тренирао је Локерен, Фајенорд, Санфрече Хирошиму и Селтик.

## Репрезентација
За репрезентацију Холандије дебитовао је 1967. године. Наступао је на два Светска првенства (1974. и 1978) с холандском селекцијом. За тај тим је одиграо 65 утакмица и постигао 1 гол.

## Статистика
| Холандија | Холандија | Холандија |
| Година    | Наступи   | Голови    |
| --------- | --------- | --------- |
| 1967.     | 3         | 0         |
| 1968.     | 5         | 1         |
| 1969.     | 3         | 0         |
| 1970.     | 5         | 0         |
| 1971.     | 5         | 0         |
| 1972.     | 1         | 0         |
| 1973.     | 1         | 0         |
| 1974.     | 11        | 0         |
| 1975.     | 4         | 0         |
| 1976.     | 5         | 0         |
| 1977.     | 4         | 0         |
| 1978.     | 12        | 0         |
| 1979.     | 5         | 0         |
| 1980.     | 1         | 0         |
| Укупно    | 65        | 1         |

## Трофеји (као играч)

### Фајенорд
- Ередивизија (4) : 1964/65, 1968/69, 1970/71, 1973/74.
- Куп Холандије (1) : 1968/69.
- Куп шампиона (1) : 1969/70.
- Интерконтинентални куп (1) : 1970.
- Куп УЕФА (1) : 1973/74.

### Ајакс
- Ередивизија (1) : 1981/82.

## Трофеји (као тренер)

### Фајенорд
- Куп Холандије (2) : 1990/91, 1991/92.

### Селтик
- Првенство Шкотске (1) : 1997/98.
- Лига куп Шкотске (1) : 1997/98.